# 米哈伊利夫卡 (貝雷茲迪夫市鎮)
50°28′28″N 27°9′50″E / 50.47444°N 27.16389°E
米哈伊利夫卡（烏克蘭語：Михайлівка）是位於烏克蘭西部的村莊，由赫梅利尼茨基州舍佩蒂夫卡區的貝雷茲迪夫市鎮負責管轄。該村面積0.21平方公里，海拔高度221米，2001年人口16，人口密度每平方公里76.2人。